# Mentzelia hualapaiensis
Mentzelia hualapaiensis är en brännreveväxtart som beskrevs av J.J.Schenk, W.C.Hodgs. och L.Hufford. Mentzelia hualapaiensis ingår i släktet Mentzelia och familjen brännreveväxter. Inga underarter finns listade i Catalogue of Life.